# Ben Mehdi
Ben Mehdi (arabisch: بن مهيدى, Zentralatlas-Tamazight ⵟⵟⴰⵔⴼ Ṭṭaref) ist eine algerische Gemeinde in der Provinz El Tarf mit 28.399 Einwohnern. (Stand: 1998)

## Geographie
Ben Mehdi befindet sich westlich der tunesischen Grenze. Umgeben wird Ben Mehdi von Zerizer im Norden und von Chebaita Mokhtar im Westen.